# Hakea chromatropa
Hakea chromatropa är en tvåhjärtbladig växtart som beskrevs av A. S. George & R.M.Barker. Hakea chromatropa ingår i släktet Hakea och familjen Proteaceae. Inga underarter finns listade i Catalogue of Life.